# Erik (voornaam)
Erik is een mannelijke Scandinavische voornaam. De naam werd vaak gebruikt onder Noormannen en voor Scandinavische koningen.

## Betekenis en verspreiding
Het eerste deel van de naam is mogelijk hetzelfde als het Nederlandse woord "eer". Een andere mogelijkheid is dat de naam is opgebouwd uit ee- ("recht", "wet") + -rik ("machtig"). In dat geval zou de naam dan "heerser van de wet" betekenen. Nog een andere verklaring voor het eerste lid zou zijn dat het teruggaat op de stam ari- of arja-, wat "verheven" betekent.
Een andere oorsprong van de naam wordt gevonden in de naam Henriques. Afkomstig uit Spanje en Portugal kwam de naam Henriques rond 1200 richting het noordwesten van Europa, waar deze door toedoen van de Duitsers al gauw veranderde tot Henrik en Henrikus. Na 1400 werd de naam ook in Nederland bekend. In Nederland werden ook de namen Henrik en Henrikus gebruikt, maar ook de naam Erik kwam bovendrijven.
In Engeland werd de naam "Erik" door de Denen geïntroduceerd. In de 19e eeuw herleefde de naam, vooral door het populaire schoolverhaal van Dean Farrar: Eric: or Little by Little (1858).

## Varianten
De volgende namen (o.a.) zijn varianten of afgeleiden van Erik:
- Eric, Erick, Ericus, Erk

Vrouwelijke varianten of afgeleiden van Erik zijn:
- Erica, Erice, Ericia, Erieke, Erika, Erikje, Erke

De naam komt ook in andere talen voor:
- Duits: Erich
- Engels: Eric
- Noors: Eirik, Erik

## Koninklijke hoogheden en adel
Koningen van Denemarken

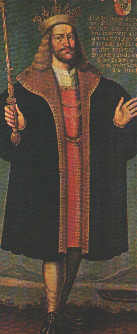
Erik IV van Denemarken

Erik XIV van Zweden

- Erik I (ca. 1070-1103), 'Ejegod', 1095-1103
- Erik II (ca. 1090-1137), 'Emune', 1134-1137
- Erik III (ca. 1100/5-1146), 'Lamm', 1137-1146
- Erik IV (1216-1250), 'Plovpenning', 1241-1250
- Erik V (1249-1286), 'Klipping', 1259-1286
- Erik VI (1274-1319), 'Menved', 1286-1319
- Erik VII (1382-1459), 'van Pommeren', 1412-1439

Koningen van Noorwegen
- Erik I (ca. 895-954), 'Bloedbijl', 931?–933
- Erik II (1268-1299), 'Priesterhater', 1280-1299
- Erik III = Erik VII van Denemarken, 1389-1442

Koningen van Zweden
- Erik I = Erik Björnsson (vroege 9e eeuw), sagenkoning
- Erik II = Erik Refilsson (vroege 9e eeuw), sagenkoning
- Erik III en IV = Erik Anundsson (?-882), sagenkoning en Erik Väderhatt (9e eeuw) - mogelijk dezelfde sagenkoning
- Erik V = Erik Ringsson (10e eeuw), sagenkoning
- Erik VI (ca. 945-995), 'Segersäll', 970-995, mogelijk ook koning van Denemarken, ca. 992-993
- Erik VII (?-1067), 'Stenkilsson', 1066-1067
- Erik VIII (?-1067), 'Hedningen', 1066-1067
- Erik IX (ca. 1120-1160), 'de Heilige', 1150(56)-1160
- Erik X (1180-1216), 'Knutsson', 1208-1216
- Erik XI (1216-1250), 1222-1229 en 1234-1250
- Erik XII (1339-1359), 1356-1359 - samen met Haakon IV van Noorwegen
- Erik XIII = Erik VII van Denemarken, 1412-1439
- Erik XIV (1533-1577), 1560-1568

## Bekende naamdragers

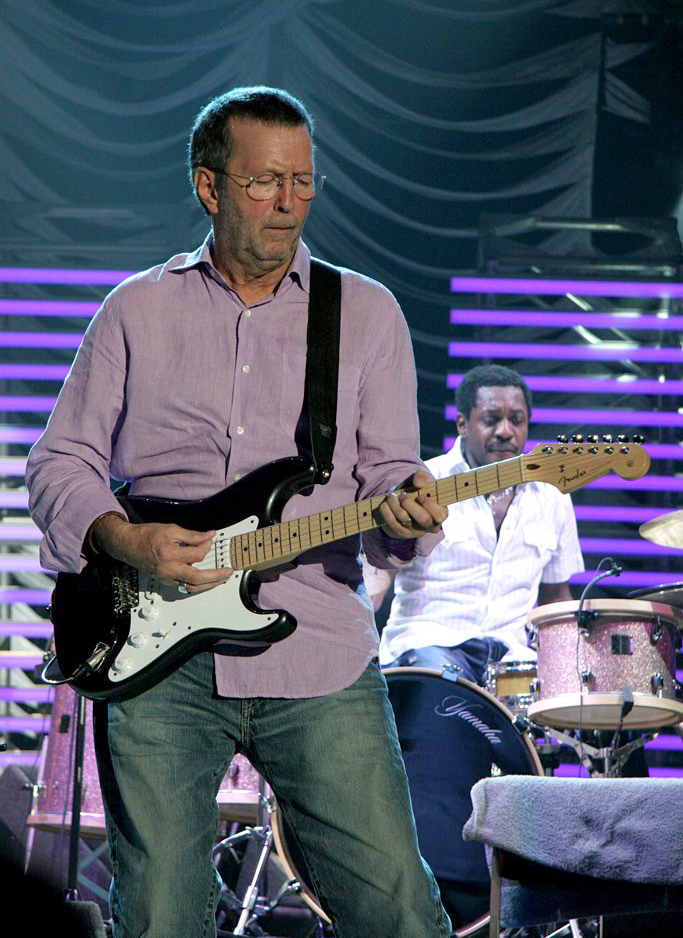
Eric Clapton

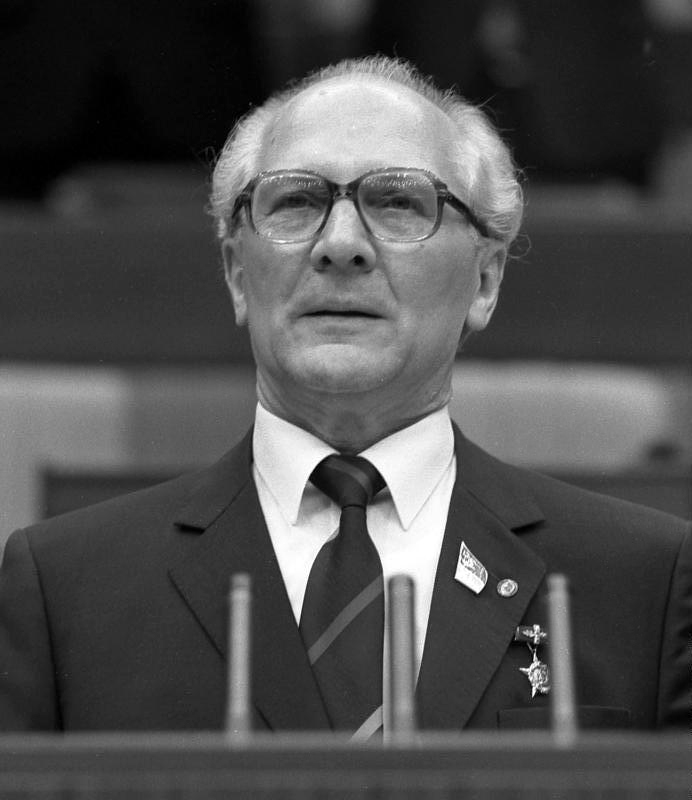
Erich Honecker

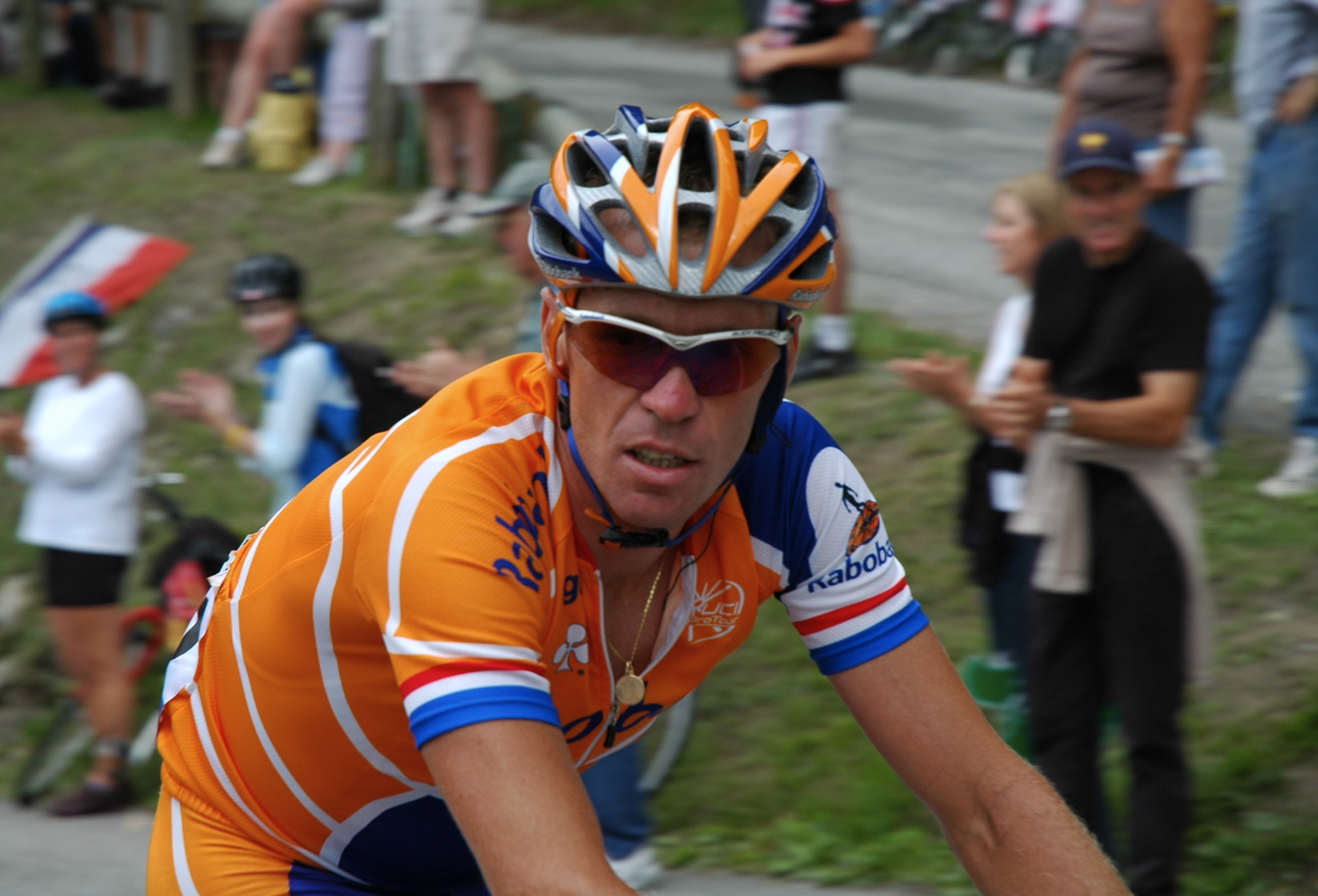
Erik Dekker

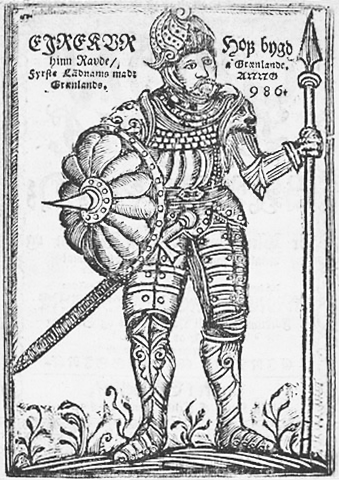
Erik de Rode

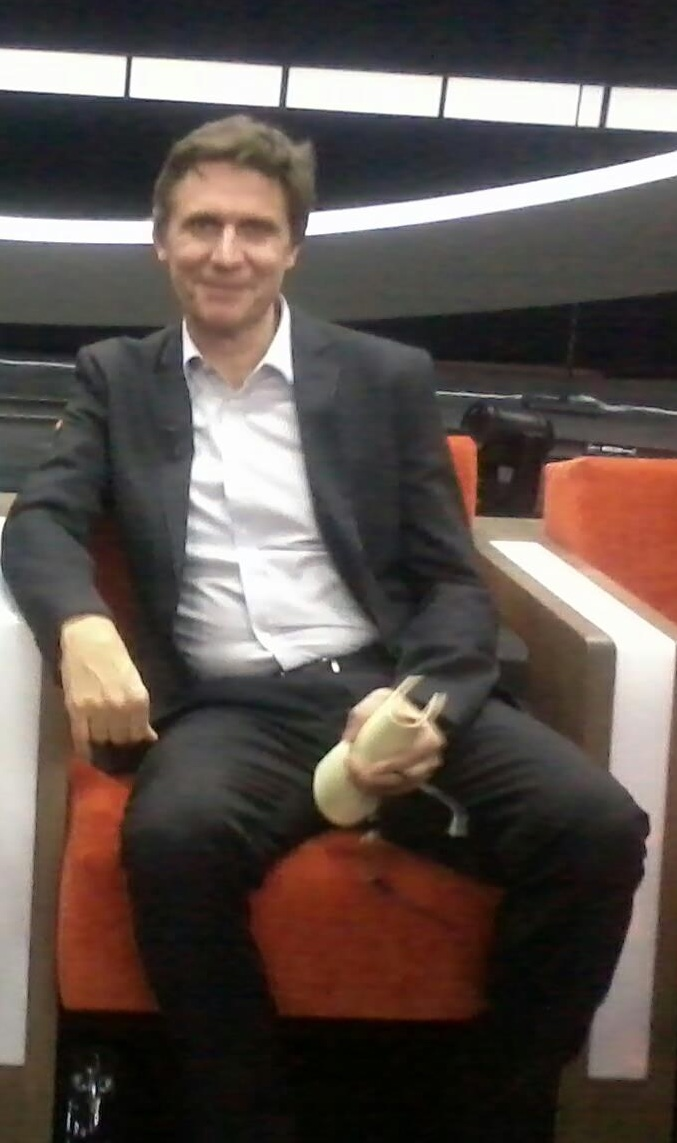
Erik Van Looy

### Eric
- Eric Addo, Ghanese voetballer
- Eric Balemans, Nederlands politicus
- Eric Blom, Nederlands televisieregisseur
- Éric Cantona, Frans voetballer
- Eric Carle, Amerikaans illustrator
- Eric Clapton, Brits gitarist
- Eric Corton, Nederlands presentator en muzikant
- Eric Gerets, Belgisch voetballer en voetbaltrainer
- Eric Heiden, Amerikaans schaatser
- Eric Idle, Brits acteur
- Eric Kellerman, Brits/Nederlands professor en fotograaf
- Eric Koston, Amerikaans skateboarder
- Eric Raymond, Amerikaans programmeur, publicist
- Eric Vanderaerden, Belgisch wielrenner
- Eric Verpaele, Belgisch schrijver (Eriek Verpale)
- Eric Wolf, Amerikaans antropoloog
- Eric Young, Welsh voetballer

### Erich
- Erich Honecker, (Oost-)Duits politicus
- Erich Kästner, Duits schrijver
- Erich von Stroheim, acteur en regisseur

### Erik
- Erik Akkersdijk, Nederlands speedcuber
- Erik Bang, Deens schaker
- Erik Breukink, Nederlands wielrenner
- Erik Dekker, Nederlands wielrenner
- Erik De Vlaeminck, Belgisch wielrenner
- Erik Erikson, Amerikaans psycholoog
- Erik Estrada, Puerto Ricaans acteur
- Erik Falkenburg, Nederlandse voetballer
- Erik Hagen, Noors voetballer
- Erik Hazelhoff Roelfzema, Nederlands auteur (Soldaat van Oranje)
- Erik Hebbelynck, Belgisch architect
- Erik Hoeksema, Nederlands schaker
- Erik Hulzebosch, Nederlands marathonschaatser
- Erik Jazet, Nederlandse hockeyer
- Erik de Jong, Nederlandse muzikant (Spinvis)
- Erik Jurgens, Nederlands politicus
- Erik Latour, Nederlands televisieproducent
- Erik van der Luijt, Nederlandse jazz-pianist, arrangeur, componist en producer
- Erik van Muiswinkel, Nederlands cabaretier
- Erik Mykland, Noors voetballer
- Erik Nevland, Noors voetballer
- Erik Pieters, Nederlands voetballer
- Erik de Rode, Noors ontdekkingsreiziger
- Erik van Roekel, Nederlands radio-dj
- Erik Satie, Frans componist
- Erik Thorstvedt, Noors voetballer
- Erik van Trommel, Nederlands acteur en presentator
- Erik Van Looy, Belgisch filmregisseur
- Erik de Vlieger, Nederlands ondernemer (Imca-groep)
- Erik de Vries, Nederlands televisiepionier
- Erik Zabel, Duits profwielrenner
- Erik-Jan Zürcher, Nederlands hoogleraar Turkse Talen en Culturen
- Erik van Zuylen, Nederlands filmregisseur, en scenarioschrijver
- Erik de Zwart, Nederlands diskjockey
- Erik-Jan Rosendahl, Nederlandse sidekicker

## Fictieve figuren
- Godfried Bomans schreef Erik of het klein insectenboek
- Eric de Noorman is een strip van Hans G. Kresse
- Erik, een van de hoofdpersonages uit de stripreeks Roodbaard
- Eric is een prins uit de Disney-tekenfilm De kleine zeemeermin
- Eric Cartman, een personage uit de animatieserie South Park
- Eric Forman, een personage uit de comedyserie That '70s Show